# 陔餘叢考
《陔餘叢考》為清代學者趙翼所撰之讀書筆記。緣起於趙翼於乾隆三十六年（1772年）自黔西罷官後之讀書札記，逾十餘年後始刊行。書前小引，自謂“以其為〈循陔〉時所輯”、即“循陔”（奉養母親）家居之餘所輯考的筆記叢書，故名之曰《陔餘叢考》。

## 內容架構
全書四十三卷，不分門目、以類相從，共有7類。其中卷一至卷四論經學、卷五至卷十四論二十四史、卷十五論《通鑑綱目》、卷十六至二十論重要史事、卷二十一至二十四論詩文雜事、卷二十五論纪年，卷二十六和二十七論官制、卷二十八和二十九論科舉、卷三十和三十一論風俗、卷三十二論喪禮、卷三十三論器物、卷三十四論術數、卷三十五論神佛、卷三十六至三十八論稱謂、卷三十九至四十三為雜考。
宋朝以後私人撰述筆記盛行。《陔餘叢考》即屬於考據類型的筆記，即以提問為始，舉列相關資料循歸納之方向；內容以詩文、史事等為主，不論有無結論，均可供後人作更深入之探討。但在內容上較為瑣碎、深淺不一，是典型的札記書。趙翼在考訂輯記時有獨到之見解，所提出的看法往往突破傳統論說束縛，不為時人意見左右。例如《陔餘叢考》卷一“宋儒疑古文尚書”條明指閻若璩《尚書古文疏證》卷七（第一百七）反駁〈書序〉“科斗書廢已久，時人無能知者”提出的證據再加以反駁。趙翼以為漢初人不識古文，至孔安國以今文讀古文，始有識之者，其後漸盛。這與吳棫、朱熹、吳澄，乃至於閻若璩等人懷疑“古文易讀，今文難讀”的說法剛好相反。趙翼本人雖非經學家，但他對經學的確下過一番工夫；雖不免仍被譏為門外之談。另外，該書卷五至卷二十一之史學考證則已具備《二十二史劄记》之基礎。趙翼能嫻熟地運用歸納、比較的方法，歸納出社會史與制度史發展趨勢的通則。例如，《陔余丛考》卷十九提到“纵囚不始于唐太宗”，但纵囚事以唐太宗最著名。赵翼又詳考從后汉开始至明正史和野史记载，纵囚事共25人26例。梁啟超以為趙翼為文“用歸納法比較研究，以觀盛衰治亂之原”。本書於乾隆五十五年（1790年）成书，最早有湛贻堂刻本。

## 刊本
- 湛貽堂刊本，《陔餘叢考》，乾隆五十五年（1790年）。
- 商務印書館，《陔餘叢考》，1957年排印本。
- 世界書局刊本，《陔餘叢考》，台灣，2009年7月。

## 外部連結
- 陔余丛考-闾巷扫花文学网 （页面存档备份，存于）